# British Leyland Ireland
British Leyland Ireland war ein Montagewerk für Kraftfahrzeuge und damit Teil der Automobilindustrie in Irland.

## Unternehmensgeschichte
Das Unternehmen wurde am 1. Januar 1970 in Dublin gegründet. Das Vorgängerunternehmen war Standard-Triumph (Eire). Es war zunächst für Rover und Triumph zuständig. Die Montage von Automobilen dieser beiden Marken wurde fortgesetzt. Spätestens 1971 kam der Vertrieb von Jaguar dazu. In einer Preisliste vom 23. August 1971 findet sich die Bezeichnung British Leyland Ireland (Jaguar Rover Triumph) Limited. 1974 endete die Triumph- und 1975 die Rover-Produktion.
1977 wurden Teile der aufgelösten Brittain Group übernommen.
Es ist nicht bekannt, wann das Unternehmen aufgelöst wurde. BL Cars Ireland Manufacturing existierte vom 24. Januar 1975 bis zum 8. Januar 1999. Es ist möglich, dass dies das Nachfolgeunternehmen war. Außerdem werden BL Cars (Ireland) und Austin Rover (Ireland) genannt.

## Fahrzeuge
Der Triumph Herald wurde bis 1971 montiert.
Von Rover ist der Land Rover genannt.

## Produktionszahlen
Nachstehend die Zulassungszahlen in Irland für Rover- und Triumph-Fahrzeuge aus den Jahren, in denen British Leyland Ireland sie montierte.
| Jahr  | Rover | Triumph | Summe  |
| ----- | ----- | ------- | ------ |
| 1970  | 421   | 1.476   | 1.897  |
| 1971  | 382   | 1.299   | 1.681  |
| 1972  | 683   | 1.422   | 2.105  |
| 1973  | 584   | 1.959   | 2.543  |
| 1974  | 512   | 1.066   | 1.578  |
| 1975  | 338   |         | 338    |
| Summe | 2.920 | 7.222   | 10.142 |